# Polystichum shimurae
Polystichum shimurae là một loài thực vật có mạch trong họ Dryopteridaceae. Loài này được Kurata ex Seriz. miêu tả khoa học đầu tiên năm 1979.